# Christopher Jones (Bischof)
Christopher Jones (* 3. März 1936 im Rathcroghan, County Roscommon; † 18. Mai 2018 in Sligo) war ein irischer römisch-katholischer Geistlicher und Bischof von Elphin.

## Leben
Christopher Jones studierte Philosophie und katholische Theologie am St. Patricks College in Maynooth. Am 17. Juni 1962 empfing er für das Bistum Elphin die Priesterweihe. Am 24. Mai 1994 wurde Jones durch Papst Johannes Paul II. zum Bischof von Elphin ernannt. Er war langjähriger Vorsitzender der Bischofskommission für Familie und Kinder. Papst Franziskus nahm am 14. Mai 2014 seinen altersbedingten Rücktritt an.
Nach dem Erscheinen des Murphy-Berichts äußerte Jones in einem Interview, dass die Medien unfair und ungerecht mit den Bischöfen der irischen katholischen Kirche umgingen.